# Hütehund
Hütehunde sind ursprünglich von Hirten zum Hüten von Nutztieren eingesetzte Hunde. Ihre Aufgabe besteht darin, die Herde zusammenzuhalten und die Bewegungen der Herde zu lenken. Der Hund bedient sich hierbei verschiedener Techniken, ohne die Tiere zu verletzen. Aus dieser Zweckbestimmung heraus wurden Hunde auch gezielt gezüchtet, und so entstanden Rassen, die unter dem Begriff Hütehunde zusammengefasst werden. Die bis ins 19. Jahrhundert bei der Schweinehaltung im Wald eingesetzten Hütehunde wurden als Schweinehunde oder auch Schweinhunde bezeichnet.

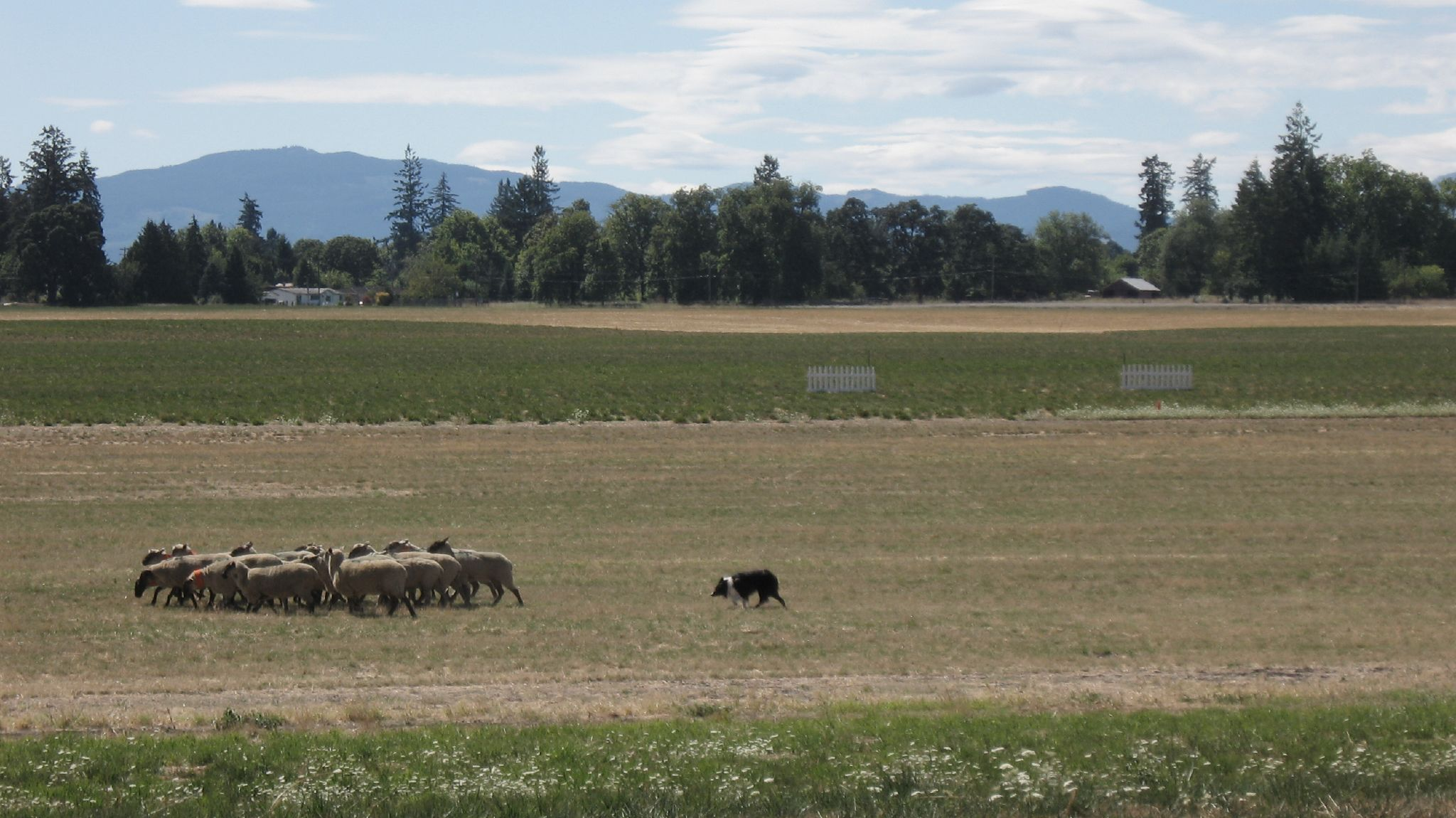
Hüten als Sport

Nicht zu verwechseln sind die Hütehunde mit Herdenschutzhunden, deren Aufgabe vor allem ist, Angreifer (z. B. Wölfe oder Bären) abzuwehren. Im Hirtenhund sind beide Funktionen vereint.
Eine spezielle Form sind die Koppelgebrauchshunde wie z. B. Bearded Collies, Border Collies oder Australian Shepherds. Sie haben die Aufgabe, die Herde von einer Weide zur nächsten zu treiben, einzelne Tiere aus der Gruppe zu separieren oder die Tiere in einen Pferch zu treiben.
Hüten wird in den Formen von Sheepdog Trials und Leistungshüten (nach deutscher Hüteweise) auch als Hundesport ausgeübt.